# Eileen Gu
Eileen Feng Gu of Gu Ailing (谷爱凌) (San Francisco, 3 september 2003) is een Chinees-Amerikaanse freestyleskiester.

## Carrière
Bij haar wereldbekerdebuut, in november 2018 in Stubai, scoorde Gu direct wereldbekerpunten. Op 12 januari 2019 stond de Amerikaanse in Font-Romeu voor de eerste maal in haar carrière op het podium van een wereldbekerwedstrijd. Op 27 januari 2019 boekte ze in Seiser Alm haar eerste wereldbekerzege. In juni 2019 maakte Gu bekend voortaan voor China te gaan skiën.

## Resultaten

### Wereldbeker
Eindklasseringen
| Seizoen   | Algm | HP | SS    |
| --------- | ---- | -- | ----- |
| 2018/2019 | 20e  | –  | Brons |
| 2019/2020 | 25e  | 5e | 12e   |

Wereldbekerzeges
| Datum            | Plaats     | Onderdeel  |
| ---------------- | ---------- | ---------- |
| 27 januari 2019  | Seiser Alm | Slopestyle |
| 14 februari 2020 | Calgary    | Halfpipe   |
| 15 februari 2020 | Calgary    | Slopestyle |